# Torres del Himalaya
Las Torres del Himalaya o bien Torres de Sichuan y del Tíbet o Torres de piedra con forma de estrella (en chino: 藏民高碉) son una serie de torres de piedra ubicadas en su mayoría en Kham, una provincia de premoderna del Tíbet, y en Sichuan en China. Las torres se encuentran principalmente en las regiones Changtang y Kongpo del Tíbet, así como en la zona habitada por los modernos Qiang y en la región histórica poblada por el Xia Occidental.
Estas torres se pueden encontrar tanto en las ciudades y en las regiones deshabitadas. Fueron descritas por primera vez durante la dinastía Ming (1368-1644 ). La datación por carbono por Frederique Darragon muestra que fueron construidas hace aproximadamente 500 o 1800 años. Debido a que generalmente se encuentran en los pueblos prósperos, se cree que su función principal era ser una demostración del prestigio de una familia dentro de la comunidad. En ese momento, la riqueza fue adquirida especialmente por el comercio con los mongoles. Para darles fuerza, muchas de las torres utilizaron un patrón de estrella de paredes en oposición a un método estrictamente rectangular. Las alturas de las estructuras pueden superar los 60 metros (200 pies). 